# Social (Itumbiara)
Social é um bairro da cidade brasileira de Itumbiara, estado de Goiás. É nesse bairro que localiza-se o cemitério mais antigo da cidade.
No bairro também fica localizado o Ginásio Antonialli, que foi um dos cenários dos Jogos Abertos.